# Премия Константина Кедрова
Премия Константина Кедрова — литературная премия в современной России. Премию вручают за заслуги и открытия в области словесного искусства.

## История
Премия организована Центром поэзии Константина Кедрова, проводится при поддержке Президентского фонда культурных инициатив.
Премия получила название в честь русского поэта Константина Кедрова, церемония награждения лауреатов проводится 12 ноября, в день рождения поэта.

## Первый сезон Премии Константина Кедрова (2024)
Партнерами премии в 2024 году выступили: Русский ПЕН-центр, Библиотека «Дом А. Ф. Лосева", Библиотека искусств имени А. П. Боголюбова, литературный портал Библио ТV. Уже в первое дни своего существования поэтическая премия Константина Кедрова стала заметным явлением в современной литературной жизни России. Никас Сафронов отметил, что:
Если бы Константин (Кедров) был нефтяником и установил свою премию, как Нобель, она была бы более популярней.
12 ноября 2024 года в Зимнем саду отеля «Савой» состоялась торжественная церемония награждения лауреатов.
Премия имела 4 номинации.
Номинация «Классики метаметафоры» — носила мемориальный характер, её лауреатами стали Елена Кацюба (1946—2020), Александр Ерёменко (1950—2021), Алексей Парщиков (1954—2009).
В число лауреатов номинации «ДООСотворцы» (по названию легендарного Добровольного общества охраны стрекоз) вошли Маргарита Аль, Сергей Бирюков, Александр Бубнов, Александр Вепрёв, Николь Воскресная, Андрей Врадий, Марина Вульфсон, Лидия Григорьева, Александр Гумённый, Николай Ерёмин, Татьяна Зоммер, Александр Карпенко, Алла Кессельман, Светлана Литвак, Галина Мальцева, Сергей Нещеретов, Эдуард Трескин, Арина Чеканова, Александр Чернов и Алексей Чуланский.
В номинации «Первопроходцы ДООС и метаметафоры» были отмечены лётчик-космонавт, доктор юридических наук, профессор, член-корреспондент РАН Юрий Батурин; кандидат филологических наук Евгения Князева; доктор филологических наук, профессор Ирина Скоропанова, кандидат филологических наук Евгений Степанов и доктор филологических наук, профессор Олеся Темиршина.
Премией в номинации «Сподвижники», за многолетнюю дружескую и творческую поддержку поэтов, были удостоены Михаил Бузник, Андрей Житинкин, Евгений Зуев, Елена Пахомова и Никас Сафронов.
На премию было номинировано 60 человек, 25 из которых стали лауреатами в четырёх номинациях. В качестве приза — диплом, нагрудный знак. Лауреаты премии получат право на издание своих книг.